# مناطق کرانه باختری در پیمان اسلو ۲

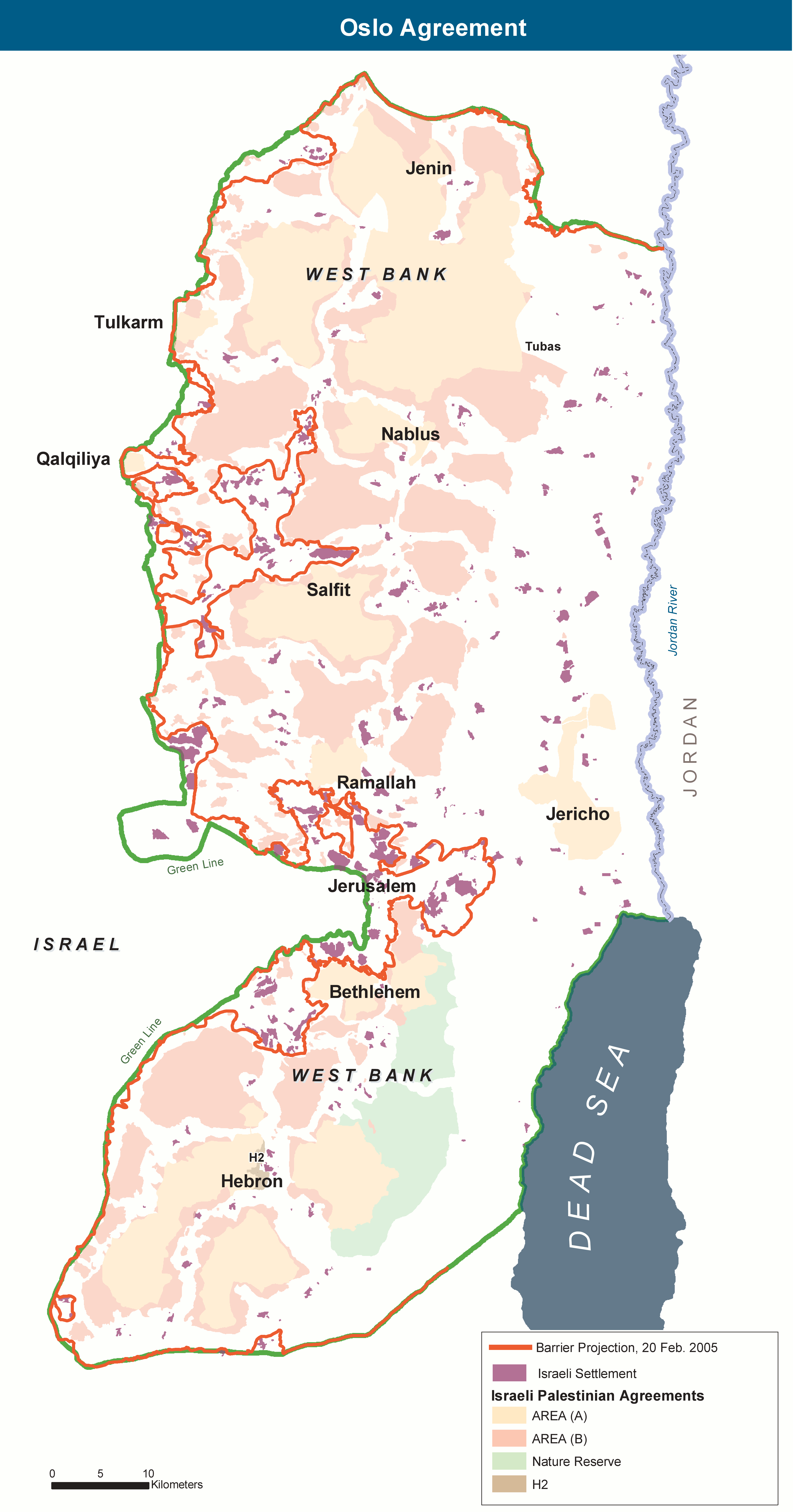
مناطق کرانه باختری، ایجاد شده توسط پیمان اسلو دوم در سال ۱۹۹۵ و پروژه دیوار اسرائیل در ۲۰ فوریه ۲۰۰۵.

پیمان اسلو ۲، کرانه باختری اشغالی توسط اسرائیل را به سه بخش اداری تقسیم کرد: مناطق تحت کنترل فلسطین به‌عنوان منطقه الف و ب و بقیه، از جمله شهرک‌های اسرائیلی را به‌عنوان منطقه ج.
مناطق تحت کنترل فلسطین با یک فرایند جداسازی، با واگذاری چیزهایی که از نظر اسرائیل مهم بود، به منطقه ج، ایجاد شد و بدین ترتیب، اکثریت قریب به اتفاق فلسطینی‌های کرانه باختری، به مناطق غیرهمجوار باقی‌مانده فرستاده شدند.
منطقه ج، یک قلمرو به هم پیوسته است که ۶۱٪ از کرانه باختری را تشکیل می‌دهد و تنها توسط اسرائیل، از طریق اداره منطقه یهودا و سامره اداره می‌شود. از سال ۲۰۱۵، ۱۵۰٬۰۰۰ فلسطینی در ۵۳۲ منطقه مسکونی و تقریباً ۴۰۰٬۰۰۰ اسرائیلی در ۱۳۵ شهرک و بیش از ۱۰۰ پاسگاه ناشناس زندگی می‌کنند.
در مقابل، مناطق الف و ب، به ۱۶۵ منطقه در محاصره خشکی، تقسیم می‌شوند که هیچ همسایه سرزمینی‌ای ندارند. منطقه الف، تنها توسط تشکیلات خودگردان فلسطین و منطقه ب، به‌صورت مشترک توسط تشکیلات خودگردان و اسرائیل اداره می‌شوند. منطقه الف، تقریباً ۱۸ درصد از کل سرزمین‌های کرانه باختری و منطقه ب، حدود ۲۲ درصد از قلمرو را شامل می‌شود که در مجموع، حدود ۲٫۸ میلیون فلسطینی را در خود جای داده است.